# 스와씨
스와씨(일본어: 諏訪氏 すわし／すわうじ[*])는 사가, 무가, 화족이었던 일본의 씨족이다. 스와 대사 상례의 오오호리를 세습하는 시나노국 스와군의 영주이며, 미와씨(神氏)라고도 칭했다. 가마쿠라 시대에는 호죠씨의 미우치비토가 되어 시나노국 무사단 신당의 중심이 되었다. 센고쿠 시대에도 스와에 세력을 펴, 타케다 신겐에게 멸망당했지만, 혼노지의 변 후에 일족 스와 요리타다가 옛 영지를 회복했다. 에도 시대에는 사가와 무가가 분립하고, 후자는 시나노국 타카시마번 (스와번)의 번주가 되어 메이지에 이르러서는 화족의 자작가가 되었다.
중세 이후의 돌림자는 「요리(頼)」이다. 단, 에도 시대 이후의 스와번주 가문은 「타다(忠)」를 돌림자로 썼다.

## 같이 보기
- 타케미나카타노카미
- 스와 대사
- 카나사시씨
- 타카토오씨
- 스와번
- 모리야씨
- 스와다이묘진 엔코토바
- 후네 고분